# حمزه صنهاجی
حمزه صنهاجی (انگلیسی: Hamza Sanhaji؛ زادهٔ ۲۲ آوریل ۱۹۹۴) یک ورزشکار است.
وی همچنین در تیم ملی فوتبال Qatar U-23 بازی کرده است.